# Torrent de Sant Cristòfol
El Torrent de Sant Cristòfol és un afluent per l'esquerra del Torrent de Tresserres, al Bages.

## Municipis per on passa
El curs del Torrent de Sant Cristòfol transcorre íntegrament pel terme municipal de Cardona.

## Xarxa hidrogràfica
La xarxa hidrogràfica del Torrent de Sant Cristòfol està integrada per 4 cursos fluvials que sumen una longitud total de 4.089 m.

### Distribució per termes municipals
Tota la seva xarxa transcorre íntegrament pel terme municipal de Cardona.